# 義和團

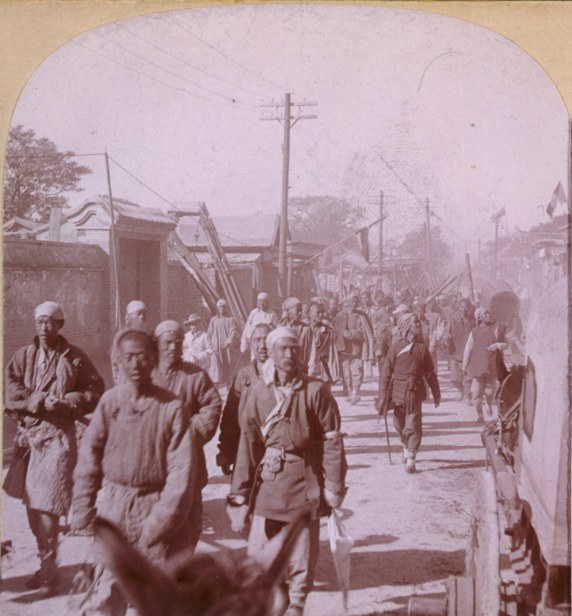
义和团拳民，摄于天津的义和团运动期间（1901年）

义和团，又称“义和拳”、“义民会”、“梅花拳”等，是一个兴起于中国北部的秘密结社。该组织曾于1899年至1901年期间于清朝各地发起义和团运动。
义和团起初由当时中国北方各地的独立村庄组织形成，由于是秘密结社因此许多成员的身份不得而知，故而难以精确估计参与者的总数，但可能多达数十万人。义和团在运动初期主要攻击清廷，但很快便转而呼吁“扶清灭洋”，在支持清政府的同时抵制外国势力。
自1900年夏起，义和团成员开始大规模破坏当时在华外国人所拥有的财产，如铁路和电报等现代设施，同时成批抓捕并杀害基督教传教士与中国基督徒。此后义和团开始拥护慈禧太后，并在之后参与抵抗由此引发的联军入侵，而后者近乎完全毁灭了义和团并最终结束了该运动，但其部分成员事后继续参与了中国各地的其他秘密团体活动。

## 名称
在英语世界里，义和团因其成员大多练习中国武术（当时被称为“中国拳击”，即）而被通称为“拳民”。尽管该组织及其前身自19世纪80年代中期起便已普遍存在于民间，但其首次被外界称为“义民会”是在1899年清朝为解决山东和直隶两省的动乱而提交的一份报告中。这一称呼在后续的报告中被证明是一个错误，其实际名称应为“义和团”。
义和团曾于1898年期间被称为“梅花拳”，但该名称于在1899年以后几乎不再使用。

## 起源
清朝年间的一些秘密结社组织，如大刀会和白莲教等，往往具有重大的力量与影响力。这些组织经常通过其武装成员，利用当时中国许多地区缺乏秩序以及腐败猖獗等现象来对广大偏远甚至中心地区施加控制并传播影响。
义和拳，被演绎为推广和谐和正义的拳法，早在义和团运动很早以前就出现了。1779年，清政府调查了谣言，据此，一个姓杨的男子在山东冠县中实践义和拳，尽管当局无法确认。
尽管起源于山东和河北的义和团运动将打算通过暴力来减轻政府对全中国的影响力，但该组织也试图消除所有渗透清王朝的外国影响力。
该组织与其它秘密结社在消除基督徒的努力中有着深远的联系，正如1896年7月4日可以看出的那样，袭击了山东西部德国传教士的组织，后来受到义和团的控制。
该运动最初是在19世纪80年代中期以类似目标的各种结社合成的，以当地有影响力的人士，诸如河北的张德成和山东的朱红灯，都直接领导着规模小但忠诚的小团体。这些小团体协助当地的执法人员控制民众，以减少清政府和外国人，尤其是基督徒的影响。
當1898年，先前在山東和河北分散的義和團各個群體會在更加直接的領導下統一，並在群體內部建立了階級結構。這也涉及到群體名稱的更改，改稱為「梅花拳」。然而，這一名稱變更在1898年之後並未被使用，取而代之的是「和義拳」這個名稱。
1898年5月23日，光緒帝對山東和直隸邊界地區所發生的擾亂進行調查，並提到有一個所謂的「國家義義團」，據稱該地區有10,000名義和團士兵受該團指揮。當時，清朝政府派遣了代表張如美並帶領軍隊前往該地區，鎮壓任何可能的騷亂。會議的結果並不負面，張如美報告稱該地區並未發生任何重大問題，並且報告了該團體實際人數較少的情況。
該運動的主要成員是農民，此外還包括一些閒散的青年、破產的工匠以及被解雇的工人。 有些義和團新招募的成員曾是被解散的軍隊士兵和當地民兵。

## 冲突

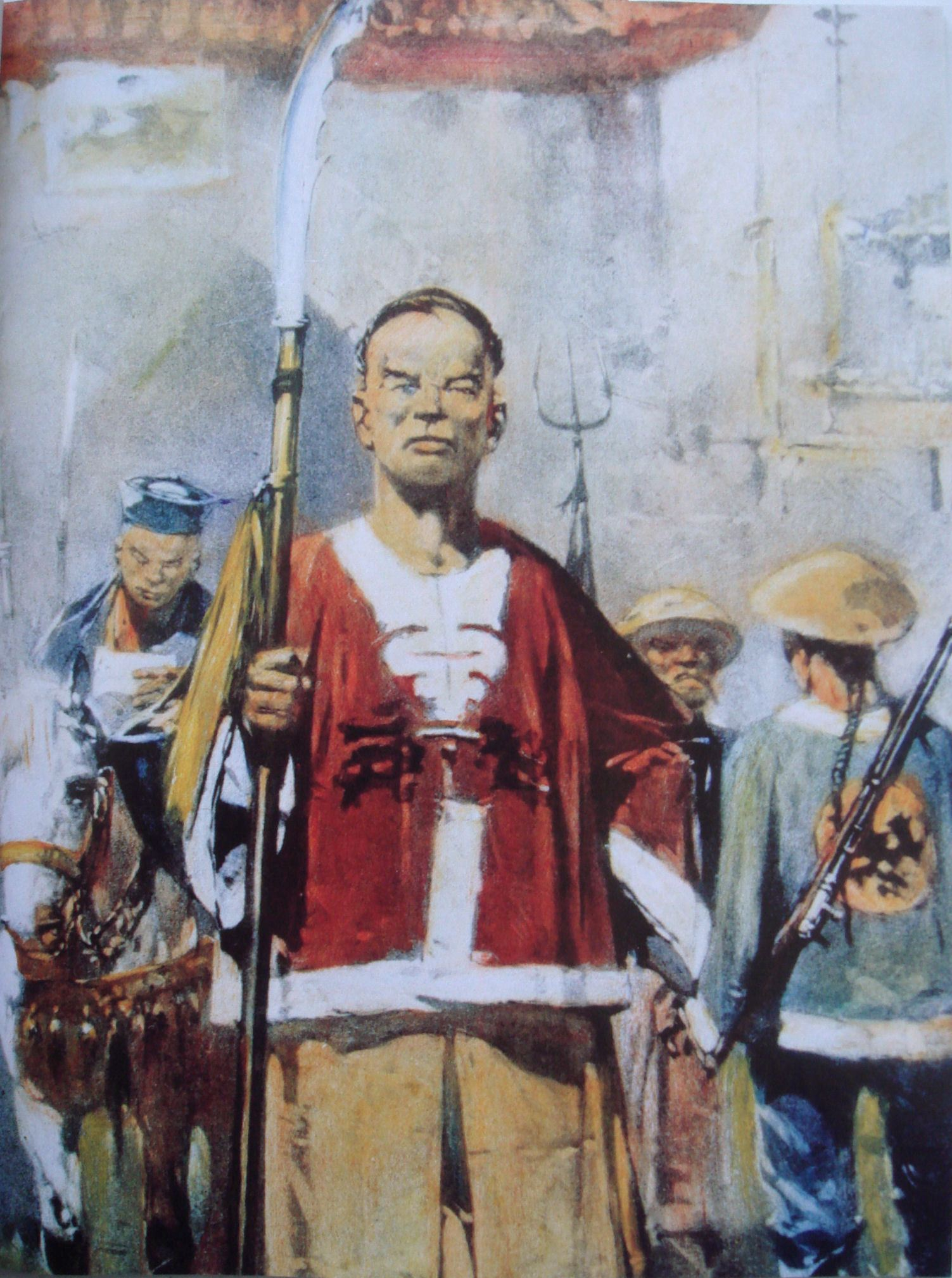
义和团成员形象

在1898年3月，義和團開始在街頭煽動民眾，並高喊口號「保清滅洋！」他們的主要領袖是曹福田。 其他在直隸省的領袖包括劉成祥和張德成。
在1899年10月與清朝軍隊交戰後，義和團主要集中攻擊傳教士及基督教活動，因為他們認為這些活動「污染了中國文化的純潔」。清朝政府對於如何應對義和團的行動分歧較大，宮廷中的保守派支持他們。熱烈支持義和團的端王載漪安排了曹福田與慈禧太后的會面。 在會議中，皇太子甚至穿上義和團制服以示支持。
1900年6月初，約450名八國聯軍的士兵抵達北京，保護被義和團和清朝軍隊圍困的外國使館區，即所謂的「國際使館區圍困」。義和團達到其巔峰，並獲得清朝軍隊某些部隊的支持。他們改變了口號為「扶清滅洋！」。
義和團加劇了對外國人和中國基督徒的殺戮行動。在北京，義和團被正式置於宮廷成員的指揮之下，例如端王載漪。在這場起義中，義和團與八國聯軍的作戰，使用近戰武器甚至徒手作戰，最終被徹底殲滅。衝突結束後，慈禧太后命令鎮壓剩餘的義和團成員，試圖平息外國勢力的憤怒。

## 流行文化
义和团运动在尼古拉斯·雷执导的电影《北京55日》（1963）中有所描述。
杨谨伦的系列漫画《义和团和殉教徒》（Boxers and Saints）中描绘了义和团。主角李宝（Lee Bao）成为义和团运动的领袖。
1976年，张彻执导的邵氏电影《八国联军》生动地刻画了义和团运动。这部电影于1980年由World Northal公司在美国发行，名为《血腥复仇者》（The Bloody Avengers）。义和团也出现在电影《十八般武艺》（1982）和《上海正午2：上海骑士》（2003）中。红灯照是一个隶属于义和团的全女性团体，在电影《黄飞鸿之四：王者之风》（1993）中有所描绘。Netflix的电视剧《孙家兄弟》（2024）在情节中化用了义和团的名字和部分意识形态，以塑造一个主要的主角群体。

## 书目
- Bickers, Robert A.; R. G. Tiedemann (eds.) (2007). The Boxers, China, and the World. Lanham: Rowman & Littlefield. ISBN 978-0-7425-5394-1.
- Buck, David D. (1987). "Recent Studies of the Boxer Movement", Chinese Studies in History 20. Introduction to a special issue of the journal devoted to translations of recent research on the Boxers in the People's Republic.
- Cohen, Paul A.  Revised. Columbia University Press. 1997. ISBN 9780231106511.
- Elliott, Jane E. . Hong Kong: Chinese University Press. 2002. ISBN 962-201-973-0.
- Esherick, Joseph W. . U of California Press. 1987. ISBN 0-520-06459-3.
- Preston, Diana. . New York: Walker. 2000. ISBN 0-8027-1361-0. British title: Besieged in Peking: The Story of the 1900 Boxer Rising (London: Constable, 1999).